# Крутий татусь (фільм, 2008)
«Крутий татусь» (англ. Daddy cool) або «15 з половиною років» (фр. 15 ans et demi — французький фільм 2008 року.

## Зміст
Філіп Ле Таллек, блискучий інженер, що живе у США вже 15 років, вирішує повернутися до Франції, аби провести більше часу зі своєю донькою Еґлантін. Він сподівається скористатися нагодою, щоб налагодити контакт із донькою, але у неї виявляється безліч інших турбот, у список яких вже точно не входить проведення часу з батьком.